# Mgławica Rho Ophiuchi
Mgławica Rho Ophiuchi – ciemna mgławica pyłowo-gazowa położona 1° na południe od gwiazdy Rho Ophiuchi, w gwiazdozbiorze Wężownika. Odległa jest o około 131 ± 3 parseków od Ziemi.
Mgławica pokrywa obszar kątowy 4,5° × 6,5°, jej masa wynosi ok. 3000 M☉, a jej temperatura pomiędzy 13 a 22 K. W mgławicy wyróżniono szereg mniejszych obszarów, między innymi L1688 i L1689 (obszary powstawania gwiazd). W obszarze L1688 wykryto 425 źródeł promieniowania podczerwonego, które są najprawdopodobniej obiektami gwiazdowymi we wczesnej fazie ewolucji, do tej pory zidentyfikowano 16 protogwiazd i 200 gwiazd typu T Tauri z dyskami protoplanetarnymi. Wiek gwiazd T Tauri szacowany jest pomiędzy 100 tysięcy a milionem lat.
W 2011 w mgławicy tej, po raz pierwszy w historii obserwacji Wszechświata, odkryto ślady nadtlenku wodoru.